# نادي ألوا أثليتيك
نادي ألوا أثليتيك (بالإنجليزية: Alloa Athletic F.C.)‏ هو نادي كرة قدم بريطاني تأسس في 1878 ، يقع مقره الرئيسي في Alloa ‏، ويلعب في دوري كرة القدم الاسكتلندي الدرجة الثانية ‏.

## وصلات خارجية
- الموقع الرسمي